# Городська сільська рада
Городська сільська рада — колишня адміністративно-територіальна одиниця та орган місцевого самоврядування у Коростишівському районі Малинської і Волинської округ, Київської й Житомирської областей Української РСР та України з адміністративним центром у с. Городське.

## Населені пункти
Сільській раді були підпорядковані населені пункти:
- с. Городське
- с. Високий Камінь
- с. Новогородецьке

## Населення
Станом на 5 грудня 2001 року, відповідно до перепису населення України, кількість мешканців сільської ради становила 602 особи.

## Склад ради
Рада складалася з 14 депутатів та голови.

## Керівний склад сільської ради
| ПІБ                      | Основні відомості                                                         | Дата обрання | Дата звільнення |
| ------------------------ | ------------------------------------------------------------------------- | ------------ | --------------- |
| Шкварун Юрій Миколайович | Сільський голова, 1962 року народження, освіта, член Партії регіонів      | 26.03.2006   | 31.10.2010      |
| Валаш Оксана Михайлівна  | Сільський голова, 1969 року народження, освіта вища, член Партії регіонів | 31.10.2010   |                 |

Примітка: таблиця складена за даними джерела

## Історія
Створена 1923 року в складі с. Городськ (Городське) та колонії Городська (згодом — Новогородецьке) Коростишівської волості Радомисльського повіту Київської губернії. 7 березня 1923 року увійшла до складу новоствореного Коростишівського району Малинської округи. У вересні 1924 року в підпорядкуванні числиться хутір Радівка, на 31 січня 1928 року — х. Високий Камінь.
Станом на 1 вересня 1946 року сільська рада входила до складу Коростишівського району Житомирської області, на обліку в раді перебувало с. Городське.
Ліквідована 5 березня 1959 року, відповідно до рішення Житомирського облвиконкому № 161 «Про ліквідацію та зміну адміністративно-територіального поділу окремих сільських рад області», територію та населені пункти ради приєднано до складу Козіївської сільської ради Коростишівського району.
Відновлена 18 березня 1992 року, відповідно до рішення Житомирської обласної ради, в складі сіл Високий Камінь, Городське та Новогородецьке Козіївської сільської ради Коростишівського району. 
12 червня 2019 року територія та населені пункти ради увійшли до складу Старосілецької сільської територіальної громади Коростишівського району Житомирської області.